# 防災管理者
防災管理者（ぼうさいかんりしゃ）は、消防法に基づき建築物等の所有者又は管理者の選任を受けて、避難訓練の実施その他火災以外の災害による被害の軽減のための活動の計画または実施等の責務を負う者である。

## 概要
消防法第36条第1項に、火災以外の災害で被害の軽減のため特に必要がある建築物その他の工作物として政令（消防法施行令）で定めるものについて、同法第8条から第8条の2の3まで（防火管理者）の各条を準用する規定があり、例えば「防火管理者」を「防災管理者」などといった読み替えが行われている。大雑把に言えば、防火管理者が火災に対応するのに対し、防災管理者は地震とテロとに対応する。
選任を要する建築物等も、消防法施行令第46条にて同政令第4条の2の4の防火対象物と指定しており、甲種防火管理講習の修了によって防火管理者となることができる対象と同一である。
防災管理者は防火管理者と同様に消防計画を立てるが、防火管理と違って防災管理では被害想定が必要である。防災管理の消防計画があれば、別途、防火管理の消防計画を立てる必要はない。

## 選任要件
防災管理者の選任要件は、消防法施行令において以下のように定められている。
1. 甲種防火管理講習の課程を修了した者又は大学又は高等専門学校において防災に関する学科又は課程を修めて卒業した者で、防災管理講習の課程を修了したもの
2. 甲種防火管理講習の課程を修了した者又は大学又は高等専門学校において防災に関する学科又は課程を修めて卒業した者で、1年以上防災管理の実務経験を有するもの
3. 市町村の消防職員で、管理的又は監督的な職に1年以上あった者
4. これらに準ずる者で、総務省令で定めるところにより、防災管理者として必要な学識経験を有すると認められるもの（この中に、消防法施行規則における防災管理点検資格者が含まれている。）

なお、防災管理者には防火管理業務も行なわせなければならない（法第36条第2項）とあるが、これは同一人が双方の業務を行う事を意味し、選解任も同時に行うものとしている。

## 資格講習
前節1.の防災管理講習は、防火管理講習と同様、都道府県知事、消防本部及び消防署を置く市町村の消防長、総務大臣の登録講習機関（一般財団法人日本防火・防災協会のみ）が行っている。
講習時間は4時間半で、講習効果測定試験が含まれる。甲種防火管理者資格を有しなくても講習の受講は可能だが、甲種防火管理者資格を取得するまでは、防災管理者資格は有効とはならない。

## 再講習
防火管理者同様、その知識・技能の維持等を目的として、防災管理者（防災管理者講習を受講し資格を取得した者）に対する5年ごとの再講習義務付けが平成18年4月1日より制度化された（消防法施行規則第2条の3）。ただし再講習対象者は防災管理者として選任されている人物であるため、受講はしたが選任はされていない人物は対象外となる。

## 他の資格を受験をした場合の特典
- 甲種防火管理者になると、防火管理技能講習及び防災管理講習の受講資格を得る。更に、甲種防火管理者が防火管理技能講習を修了し考課測定に合格すると防火管理技能者となり、防災管理講習を修了すると防災管理者となることも可能となる。
- 自衛消防業務講習、防火対象物点検資格者、防災管理点検資格者の修了で科目の一部免除が出来る（学科のみ）。
- 自衛消防技術認定証では、防火管理者講習・防災管理講習の科目の一部免除は出来ない。[2][3][4]
  - 防火管理及び防災管理の意義及び制度（3時間）
  - 自衛消防組織並びにその統括管理者及びその要員の役割と責任（3時間）
  - 防災設備等に関する知識（1時間）計7時間

## 統括防災管理者
東日本大震災の教訓から、平成24年10月19日に告示され、平成26年4月1日からの施行が決定された消防法の一部改正事項である。
建物内において管理権原が分かれている防火対象物は、有資格者で、かつ、建物全体の防災管理を行う上で必要となる権限や知識を有する者から統括防災管理者を選任し、その旨を管轄地の消防機関に届け出なければならない。また、統括防災管理者は建物全体の防災管理に係る消防計画（防災計画書）を作成し、その旨を管轄地の消防機関に届け出なければならない。なお、統括防災管理者の義務や役割・権限などその細かな内容については、同改正で義務化された統括防火管理者とほぼ同じである。
統括防災管理者の選任が必要な建物は以下の通り。統括防火管理者の要件と異なり、共同住宅部分及び格納庫などの倉庫部分を除いた規模が以下に合致すればほかのどのような用途の建物でも（特定・非特定に関係なく）該当となる。
- 地上11階以上の防火対象物で延べ面積が10,000㎡以上のもの
- 地上5階以上10階以下の防火対象物で延べ面積が20,000㎡以上のもの
- 地下4階以下の防火対象物で延べ面積が50,000㎡以上のもの
- 延べ面積が1,000㎡以上の地下街